# ری داناوان
ری داناوان (انگلیسی: Ray Donovan) یک مجموعهٔ تلویزیونی درام جنایی ساختهٔ ان بایدرمن است که از شبکهٔ کابلیِ شوتایم در آمریکا پخش می‌شود. اولین قسمت از فصل اول دوازده قسمتی این سریال در ۳۰ ژوئن ۲۰۱۳ پخش شد. تاکنون ۶ فصل از این سریال پخش شده و برای فصل هفتم تمدید شده‌است.

## خلاصه داستان
ریموند یک کارچاق‌کن است. البته از نوع گانگستری‌اش. یعنی هرکس که با مشکل خطرناکی مواجه می‌شود، او را برای حل مشکل استخدام می‌کند. کسی که هیچ ابایی از خشونت، قتل، آدم‌ربایی و کشته شدن ندارد.
بسیار حرفه‌ای و باهوش و دقیق است و همه کارهایش را بدون مشکل انجام می‌دهد. برای رسیدن به چنین سطحی از شغل گانگستری باید کاراکتر عجیبی داشت. سریال «ری داناوان» دقیقاً بر پاشنه همین کاراکتر پیچیده می‌چرخد.